# Anna Harrison
Anna Tuthill Symmes Harrison (Morristown, 25 luglio 1775 – North Bend, 25 febbraio 1864) fu la moglie di William Henry Harrison, il nono presidente degli Stati Uniti, oltre che nonna del presidente Benjamin Harrison.

## Biografia
Era la figlia del giudice John Cleves Symmes e di Anna Tuthill Symmes. Il padre era a capo della Corte Suprema del New Jersey.
Nell'aprile del 1795 Anna Tuthill Symmes conobbe William Henry Harrison, mentre era con il padre nel Kentucky in visita ad alcuni parenti. Harrison, all'epoca luogotenente dell'esercito, era in città invece per affari militari. Nonostante l'iniziale opposizione paterna, i due giovani iniziarono a frequentarsi ed il 22 novembre 1795 si sposarono. La coppia ebbe dieci figli: Elizabeth Bassett Harrison (1796-1846), John Cleves Symmes Harrison (1798-1830), Lucy Singleton Harrison (1800-1826), William Henry Harrison Jr (1802-1838), John Scott Harrison (1804-1878), Benjamin Harrison (1806-1840), Mary Symmes Harrison (1809-1842), Carter Bassett Harrison (1811-1839), Anna Tuthill Harrison (1813-1845) e James Findlay Harrison (1814-1817).
Quando il marito William Harrison fu eletto presidente nel 1841, Anna era bloccata da una malattia nella propria casa a North Bend, e non poté accompagnare il marito a Washington. Il presidente Harrison si fece accompagnare quindi dalla nuora Jane Irwin Harrison, vedova del figlio a cui aveva dato il proprio nome, che avrebbe dovuto assolvere a tutte le funzioni della first lady, fino al momento in cui Anna non si sarebbe ristabilita in salute. Tuttavia il 4 aprile, esattamente un mese dopo la sua elezione, il presidente Harrison morì ed Anna non ebbe mai modo di entrare effettivamente alla Casa Bianca.
A giugno 1841 Anna Harrison fu la prima vedova di un presidente ad ottenere una pensione dal Congresso, 25 000 dollari, garantiti da una legge firmata dal presidente John Tyler. Anna Harrison morì il 25 febbraio 1864 all'età di ottantotto anni e fu sepolta a North Bend.